# Bartkowo
Bartkowo (Duits: Bartikow) is een plaats in het Poolse district  Gryfiński, woiwodschap West-Pommeren. De plaats maakt deel uit van de gemeente Gryfino en telt 141 inwoners.